# 大塚将司
大塚 将司（おおつか しょうじ、1950年 - ）は、作家、経済・金融評論家。前職日本経済研究センター 研究本部主任研究員。神奈川県出身。
聖光学院中学校・高等学校を経て、早稲田大学政治経済学部卒業。同大学大学院政治学研究科修了。日経の名物記者として、数々の疑惑を白日の下に曝し、報道した。

## 経歴・人物
1975年、早稲田大学大学院政治学研究科修了。日本経済新聞社入社。証券部、経済部にて証券業界、銀行、大蔵省、通産省などを担当。
1995年、三菱銀行と東京銀行の合併報道により社内の社長賞、1995年度日本新聞協会賞受賞。この他にも1984年にリッカーの倒産報道で社長賞、その他にも7度局長賞を受賞している。
1998年、千葉支局長。2001年、東京編集局ベンチャー市場部長。
2003年、鶴田卓彦社長（当時）の疑惑の追及により日経を懲戒解雇。
2004年7月、ダイヤモンド経済小説大賞受賞作『謀略銀行』を出版し、経済小説家としてデビュー。同年12月、法廷闘争の末、不当な懲戒解雇撤回に成功。日本経済研究センター研究開発部主任研究員。
2007年、日本経済研究センター研究本部主任研究員。
2009年12月～2010年4月、世界約30カ国を取材旅行。南極なども行く。同年11月、日本経済研究センター退職。
2011年5月～2012年5月、｢夕刊フジ」にて小説『自壊の迷路』を連載（月～金）。
2012年9月よりサイゾーが運営するwebサイト「Business Journal」にて、コラム『大塚将司《反メディア的! その記事、だまされていませんか?》』の連載開始。
2012年10月~ - 同上「Business Journal」で、小説『巨大新聞社の仮面を剥ぐ 呆れた幹部たちの生態』(週1回土曜日更新)の連載開始。
現在 作家、評論家として活動。経済・金融分野、メディア論に関する執筆が多い。週刊金曜日で「経済私考」を月1回担当。

## エピソード
- 戦後最大の経済事件に発展したイトマンの不祥事を始め、数々のスクープをモノにした。不動産開発会社「アルカディア・コーポレーション」の社長・小早川茂（韓国名：崔茂珍）が、イトマン事件に深く関与したと見られる日経の社内協力者より受取ったメモによると、「身長160センチそこそこ、童顔である。社内的に異端者で、今財界クラブにいる（90年頃）のは財研キャップ（大蔵省キャップ）からの降格人事。ただ、仕事は非常にできる。同僚記者によると『アングラ情報には太いパイプがあり、強い』という。実家が金持なので金銭関係で動くことはない」。
- 学生時代、全共闘運動が全盛期を迎えており、シンパシーを感じない者は“ノンポリ”と蔑まれた。大塚もまた“ノンポリ”の1人であり、就職する段になると学生運動に参加していた連中も“ノンポリ”となって企業訪問を始めた。大塚はそのような連中を傍目に「あいつらとは同じにはならない」と心に決め、“ノンポリ”が目指していた銀行や商社を避けて悩んだ挙句、大学院に進学し、結局新聞記者という職に行きついたという。
- 酒の席などで上記の学生運動に参加していた上司の思い出話を聞いて、論戦をよく挑んでいたことや、優秀であったことも相俟って、シンガポールへの異動人事（左遷）が決まりかけたことがあるという。
- 日本経済新聞社100％出資の工事会社「ティー・シー・ワークス（TCW）」の架空の受注実績による数十億円の手形乱発で巨額の使途不明金があることに言及し、管理監督責任があると株主総会などで内部告発。当時の社長であった鶴田卓彦に「名誉を傷つけられた」との理由で、懲戒解雇を受けるなどしたが、日経のOBを始めとする社内外の支援者の強力な支援により、2004年12月20日、東京地裁で和解成立。現職へ復帰。その後、日本経済研究センターへ移籍後、2010年に退職。

## 著書

### 単著
- 『スクープ　記者と企業の攻防戦』（2004年、文春新書）
- 『大銀行　黄金の世紀　男たちの闘い』（2004年、講談社）
- 『謀略銀行』（2004年、ダイヤモンド社／2007年、角川文庫）
- 『日経新聞の黒い霧』（2005年、講談社）
- 『死に至る会社の病　ワンマン経営と企業統治』（2007年、集英社新書）
- 『新聞の時代錯誤 朽ちる第四権力』（2007年、東洋経済新報社）
- 『流転の果て~ニッポン金融盛衰記 85→98』上・下（2008年、金融財政事情研究会）
- 『回想 イトマン事件　闇に挑んだ工作30年目の真実』（2020年、岩波書店）。ISBN 4-00-061439-8

### 共著
- 『ドキュメント　イトマン・住銀事件』（1991年、日本経済新聞社）
- 『銀行淘汰』（1995年、日本経済新聞社）
- 『メディアの破壊者　読売新聞』（2012年、七つ森書館）